# Riebos
Het Riebos is een natuurreservaat in Lommel dat zich bevindt ten westen van de Blekerheide, tussen de Nederlandse grens en het Kanaal Bocholt-Herentals.
Het Riebos is de plaats waar de Aa of Goorloop ontspringt, die een bovenloop is van de Groote Beerze. Het gebied wordt beheerd door Natuurpunt.
Het Riebos is, anders dan de naam doet vermoeden, een vochtig heidegebied waarin de restanten van turfputten te vinden zijn. Er zijn gagelstruwelen en er is zowel struikheide als dopheide, naast zonnedauw en moeraswolfsklauw.
Een nabijgelegen weidegebied van 7 ha is aangekocht en zal op natuurlijke wijze worden beheerd.
Ten westen van het Riebos liggen de naaldbossen van Russendorp en het sluizencomplex Blauwe Kei.